# Milax
Milax ist eine Nacktschnecken-Gattung, die zur Ordnung der Lungenschnecken gehört. Zusammen mit der Gattung Tandonia und der fossilen Gattung Pachymilax bilden die Arten der Gattung Milax die Familie der Kielschnegel (Milacidae).

## Merkmale
Die Arten der Gattung erreichen ausgestreckt eine maximale Länge von etwa 10 cm. Unter dem dicken Mantelschild befindet sich ein kleines Kalkplättchen, eines rudimentären, rückgebauten Schneckenhauses. Der Kiel erstreckt sich über die gesamte Länge des Hinterkörpers. Das Atemloch befindet sich in der hinteren Hälfte des Mantels. In der weiblichen Geschlechtsöffnung (Atrium) befindet sich ein zungenähnlicher oder konischer Stimulator, zur Anregung des Partners beim Geschlechtsakt. Die Herzvorhöfe sind oben und unten von den Nieren bedeckt. Es gibt in Deutschland etwa vier heimische Arten, die aber z. T. erst in den letzten Jahrzehnten mit Gartenpflanzen oder Gemüse eingeschleppt wurden.

## Lebensweise und Verbreitung
Die Arten der Gattung sind Pflanzenfresser. Einige Arten kommen auch im Kulturland vor. Die Milax-Arten waren wahrscheinlich ursprünglich nur im südlichen Europa und Nordafrika heimisch. Einige Arten wie z. B. der Dunkle Kielschnegel (Milax gagates) sind mittlerweile nahezu weltweit verschleppt worden.

## Systematik
Die Gattung Milax war früher weiter gefasst und enthielt auch die Arten der Gattung Tandonia Lessona & Pollonera, 1882 und auch je nach Autor die zwei Arten der Gattung Micromilax P. Hesse, 1926. Tandonia ist mittlerweile aber allgemein anerkannt. Dagegen sind einige andere Gattungen z. T. objektive Synonyme der Gattung Milax, da sie dieselbe Typusart haben: Amalia Moquin-Tandon, 1855, Lallemantia Mabille, 1868 und Pirainea Pollonera & Lesson, 1882. Zwei weitere Gattungen sind subjektive Synonyme, da sie auf Arten basieren, die heute zur Gattung Milax gestellt werden: Palizzolia Bourguignat, 1877 und Sansania Bourguignat, 1881. Die Gattung Milax wird von manchen Autoren in zwei Untergattungen Milax (Milax) und Milax (Micromilax) Hesse, 1926 unterteilt. Von anderen Autoren wird Micromilax als eigenständige Gattung betrachtet. MolluscaBase fasst Micromilax dagegen als Synonym von Milax auf. Zur Gattung Milax werden die folgenden meist in Europa heimischen Arten gerechnet.
- Milax aegaeicus (Wiktor & Mylonas, 1986)
- Milax altenai (Forcart, 1972)
- Milax caucasicus (Simroth, 1912)
- Milax crassus (Clessin, 1894) †
- Milax cyprius (Simroth, 1910)
- Milax diezi (Clessin, 1894) †
- Milax eocaenicus (Sacco, 1887) †
- Milax fonyodensis (Lörenthey, 1906) †
- Dunkler Kielschnegel (Milax gagates (Draparnaud, 1801))(Typusart der Gattung Milax)
- Milax gasulli Altena, 1974
- Milax gracilior (Sandberger, 1875) †
- Milax kinkelini (Rzehak, 1893) †
- Milax lartetii (Dupuy, 1850) †
- Milax latus (F.E. Edwards, 1852) †
- Milax lopadusanus Liberto, Corso, Viviano, Colomba & Sparacio, 2017
- Milax lorentheyi (Gaál, 1910) †
- Milax monstruosus Wiktor, 1986
- Schwarzer Kielschnegel (Milax nigricans (Schulz in Philippi, 1836))
- Milax ochraceus (Bérenguier, 1900)
- Milax oppoliensis (Andreae, 1904) †
- Milax parvulus Wiktor, 1968
- Milax riedeli Wiktor, 1986
- Milax sandbergeri (Clessin, 1885) †
- Milax verrucosus Wiktor, 1969